# Chendo
Miguel Porlán Noguera, deportivamente conocido como Chendo (Totana, Murcia, 12 de octubre de 1961) es un exfutbolista español y jugador histórico del Real Madrid Club de Fútbol, equipo en el que desarrolló toda su carrera profesional entre los años 1980 y 1998 y del que llegó a ser capitán. Desempeñado como defensa es, junto a Manolo Sanchís, el único exfutbolista que ha desarrollado toda su carrera profesional en el club madridista, formando parte del denominado One Club Man. Fue internacional absoluto en 26 ocasiones con la selección española desde su debut en 1986, Chendo salto a la fama en unas pruebas cuando jugaba en el Club Olímpico de Totana,
Desde su retirada profesional en 1998 es delegado del equipo madrileño.

## Trayectoria
Ingresó en el equipo juvenil del Real Madrid Club de Fútbol el 1 de septiembre de 1977, y en 1980 fue incorporado al equipo filial, el Castilla Club de Fútbol. Debutó con el primer equipo el 11 de abril de 1982 en un encuentro frente al Club Deportivo Castellón tras sustituir a Míchel González en el minuto 88 del encuentro. Fue en una jornada en la que hubo una huelga de futbolistas profesionales, por lo que muchos de los integrantes de los equipos pertenecían a los equipos filiales. La temporada siguiente comenzó a jugar con regularidad con el primer equipo, hasta terminar como titular del lateral derecho.
Jugador de gran entregia y un enorme espíritu de sacrificio, realizó su partido más destacado en una eliminatoria de la Copa de Europa 1987-88 frente a la Società Sportiva Calcio Napoli de Diego Maradona, ante el que realizó un impecable marcaje. Igualmente, el delantero portugués Paulo Futre lo recuerda como su defensor más exigente, dando cuenta del valor de Chendo. Su único equipo como profesional fue el conjunto madrileño, siendo uno de los One Club Man de la entidad, con la que disputó 497 partidos —decimoquinto en la historia del club, y sexto en el momento de su retirada el 30 de junio de 1998—. Tras más de veintiuna temporadas ligado al club, quince de ellas como integrante del primer equipo, logró un total de veinte títulos. Fue además parte del equipo conocido como la «Quinta de El Buitre», sobrenombre recibido por cinco de sus más carismáticos canteranos que conformaron posteriormente el primer equipo.

## Selección nacional
Debutó como internacional con la selección española el 22 de enero de 1986 con victoria ante la URSS, su último partido con la selección española lo disputó frente a Yugoslavia en octavos del final del Mundial de Italia el 26 de junio de 1990, totalizando 26 partidos y habiendo disputado los mundiales de 1986 y 1990.

## Estadísticas

### Clubes
Datos actualizados a fin de carrera deportiva.
| Castilla C. F. | 1980-81       | 2.ª           | 26  | – | –  | – | 2  | – | 28  | 0 | 0    |
| Castilla C. F. | 1981-82       | 2.ª           | 7   | – | –  | – | –  | – | 7   | 0 | 0    |
| Castilla C. F. | 1982-83       | 2.ª           | 34  | 1 | –  | – | –  | – | 34  | 1 | 0.03 |
| Castilla C. F. | Total club    | Total club    | 67  | 1 | 0  | 0 | 2  | 0 | 69  | 1 | 0.01 |
| Real Madrid C. F. | 1981-82       | 1.ª           | 1   | – | –  | – | –  | – | 1   | 0 | 0    |
| Real Madrid C. F. | 1982-83       | 1.ª           | 2   | – | 2  | – | –  | – | 4   | 0 | 0    |
| Real Madrid C. F. | 1983-84       | 1.ª           | 21  | – | 5  | – | –  | – | 26  | 0 | 0    |
| Real Madrid C. F. | 1984-85       | 1.ª           | 25  | – | 7  | – | 11 | – | 43  | 0 | 0    |
| Real Madrid C. F. | 1985-86       | 1.ª           | 30  | – | 5  | – | 10 | – | 45  | 0 | 0    |
| Real Madrid C. F. | 1986-87       | 1.ª           | 40  | – | 6  | – | 8  | – | 54  | 0 | 0    |
| Real Madrid C. F. | 1987-88       | 1.ª           | 31  | 1 | 7  | – | 8  | – | 46  | 1 | 0.02 |
| Real Madrid C. F. | 1988-89       | 1.ª           | 26  | – | 7  | – | 5  | – | 38  | 0 | 0    |
| Real Madrid C. F. | 1989-90       | 1.ª           | 37  | 1 | 6  | – | 3  | – | 46  | 1 | 0.02 |
| Real Madrid C. F. | 1990-91       | 1.ª           | 36  | – | 4  | – | 5  | – | 45  | 0 | 0    |
| Real Madrid C. F. | 1991-92       | 1.ª           | 37  | – | 7  | – | 10 | – | 54  | 0 | 0    |
| Real Madrid C. F. | 1992-93       | 1.ª           | 12  | – | 4  | – | 2  | – | 18  | 0 | 0    |
| Real Madrid C. F. | 1993-94       | 1.ª           | 12  | – | –  | – | 1  | – | 13  | 0 | 0    |
| Real Madrid C. F. | 1994-95       | 1.ª           | 10  | 1 | –  | – | 2  | – | 12  | 1 | 0.08 |
| Real Madrid C. F. | 1995-96       | 1.ª           | 23  | – | –  | – | 4  | – | 27  | 0 | 0    |
| Real Madrid C. F. | 1996-97       | 1.ª           | 16  | – | 2  | – | –  | – | 18  | 0 | 0    |
| Real Madrid C. F. | 1997-98       | 1.ª           | 4   | – | 2  | – | 1  | – | 7   | 0 | 0    |
| Real Madrid C. F. | Total club    | Total club    | 363 | 3 | 64 | 0 | 70 | 0 | 497 | 3 | 0.01 |
| Total carrera | Total carrera | Total carrera | 430 | 4 | 64 | 0 | 72 | 0 | 566 | 4 | 0.01 |
| (1) Incluye datos de la Copa del Rey, Supercopa de España, Copa de la Liga (1980-98). (2) Incluye datos de la Copa UEFA (1984-86, 1991-95); Recopa de Europa (1980-81; 1993-94); Copa de Europa / Liga de Campeones (1986-98). (3) No incluye goles en partidos amistosos. |               |               |     |   |    |   |    |   |     |   |      |

## Palmarés

### Títulos nacionales
| Título             | Club              | Año  |
| ------------------ | ----------------- | ---- |
| Copa de la Liga    | Real Madrid C. F. | 1985 |
| Campeonato de Liga | Real Madrid C. F. | 1986 |
| Campeonato de Liga | Real Madrid C. F. | 1987 |
| Campeonato de Liga | Real Madrid C. F. | 1988 |
| Supercopa          | Real Madrid C. F. | 1988 |
| Campeonato de Liga | Real Madrid C. F. | 1989 |
| Copa               | Real Madrid C. F. | 1989 |
| Supercopa          | Real Madrid C. F. | 1989 |
| Campeonato de Liga | Real Madrid C. F. | 1990 |
| Supercopa          | Real Madrid C. F. | 1990 |
| Copa               | Real Madrid C. F. | 1993 |
| Supercopa          | Real Madrid C. F. | 1993 |
| Campeonato de Liga | Real Madrid C. F. | 1995 |
| Campeonato de Liga | Real Madrid C. F. | 1997 |
| Supercopa          | Real Madrid C. F. | 1997 |

### Títulos internacionales
| Título              | Equipo            | Año  |
| ------------------- | ----------------- | ---- |
| Copa de la UEFA     | Real Madrid C. F. | 1985 |
| Copa de la UEFA     | Real Madrid C. F. | 1986 |
| Copa Iberoamericana | Real Madrid C. F. | 1994 |
| Liga de Campeones   | Real Madrid C. F. | 1998 |

## Otros datos
Chendo siempre ha destacado por dos cosas, su gran capacidad física y su entrega en el campo. Estas características le han llevado en muchas ocasiones a tener enfrente a jugadores de talla mundial, como en el caso de Diego Armando Maradona, al que desesperó literalmente en el enfrentamiento entre Real Madrid y Nápoles de finales de los años 80. Ya en sus últimos años como profesional, y jugando un partido de Champions League contra el Ajax de Ámsterdam, se las tuvo que ver con un jovencísimo Marc Overmars (uno de los mejores y más veloces extremos izquierdos de su tiempo), al que "secó" durante todo el partido, llegando incluso a superarle en velocidad.
El 18 de mayo de 2011 disputó los minutos finales en un amistoso por el terremoto en Lorca (Murcia) con la plantilla del Real Madrid que se enfrentó a la Selección de Murcia. El partido finalizó con empate 2-2. El que fue lateral derecho llevó el brazalete de capitán y tocó cuatro veces el balón en ocho minutos de juego. Lució la camiseta con el nombre de Carvalho y el dorsal 2 y se llevó la felicitación de todos los presentes. Posteriormente explicó que se había tratado de un gesto que tuvo Mourinho con él.
Su amistad con los integrantes de la famosa Quinta del Buitre (Emilio Butragueño, Rafael Martín Vázquez, Míchel González, Manolo Sanchís y Miguel Pardeza), han llevado a éstos a reconocer en más de una ocasión que Chendo era "el sexto integrante" de este grupo.

## Distinciones honoríficas
- Hijo Predilecto de la Ciudad de Totana. [Acto de entrega pendiente de celebración].[5]